# وسيط ثقافي
الوسيط الثقافي (بالإسبانية: Mediador intercultural )‏ هو الشخص الذي يسهل عملية التواصل أو التفاهم والعمل بين أشخاص ومجموعات يختلفون في اللغة والثقافة، ويتمثل دور الوسيط في تفسير تعبيرات ونوايا وتصورات وتوقعات وتطلعات المجموعات المعنية. ولتيسير ذلك يجب أن يكون الوسيط قادراً على المشاركة في كل من الثقافتين؛ بحيث يكون ثنائي الثقافة.